# Johnny Smith (varhaník)
Johnny Smith známý pod přezdívkou Hammond (16. prosince 1933 Louisville, Kentucky, USA – 4. června 1997 Chicago, Illinois, USA) byl americký jazzový varhaník hrající na varhany Hammond B-3. Svou profesionální kariéru zahájil v roce 1958 a v roce 1960 zahájil spolupráci s vydavatelstvím Prestige Records, se kterým spolupracoval v následujících deseti letech. Později prošel několika vydavatelstvími až v roce 1975 podepsal smlouvu s Milestone Records. Během své kariéry spolupracoval s mnoha hudebníky, mezi které patří Gene Ammons, Jack DeJohnette nebo Billy Cobham.